# Asclepeion

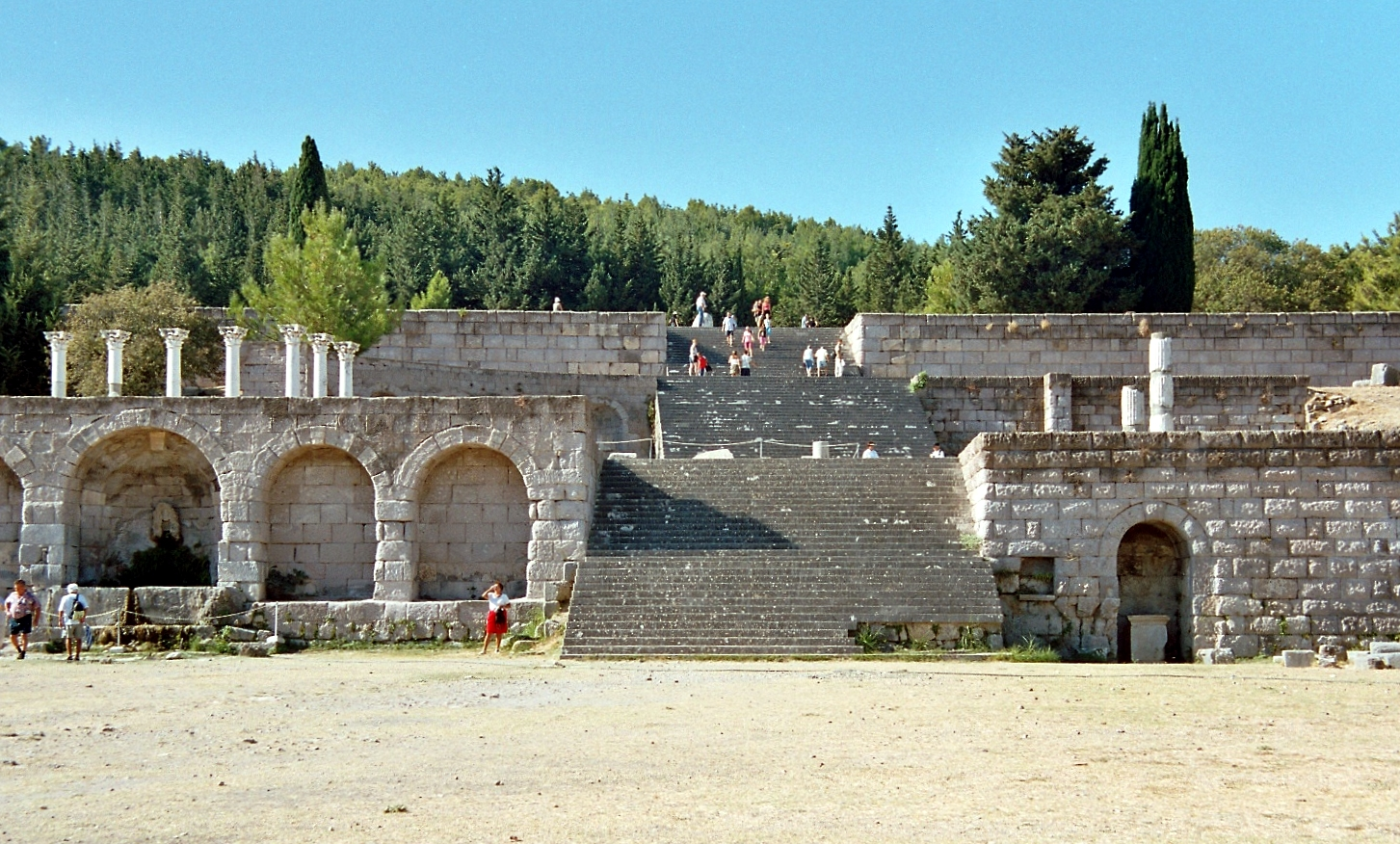
Ruinas del Asclepeion de Cos.

En la Antigua Grecia, un Asclepeion (en griego antiguo: Ἀσκληπιεῖον, romanizado: Asklepieion, en griego dórico: Ἀσκλαπιεῖον, en latín: aesculapīum) era un «templo curativo», consagrado al dios Asclepio y gestionado por sacerdotes conocidos como iatromantes.

## Descripción

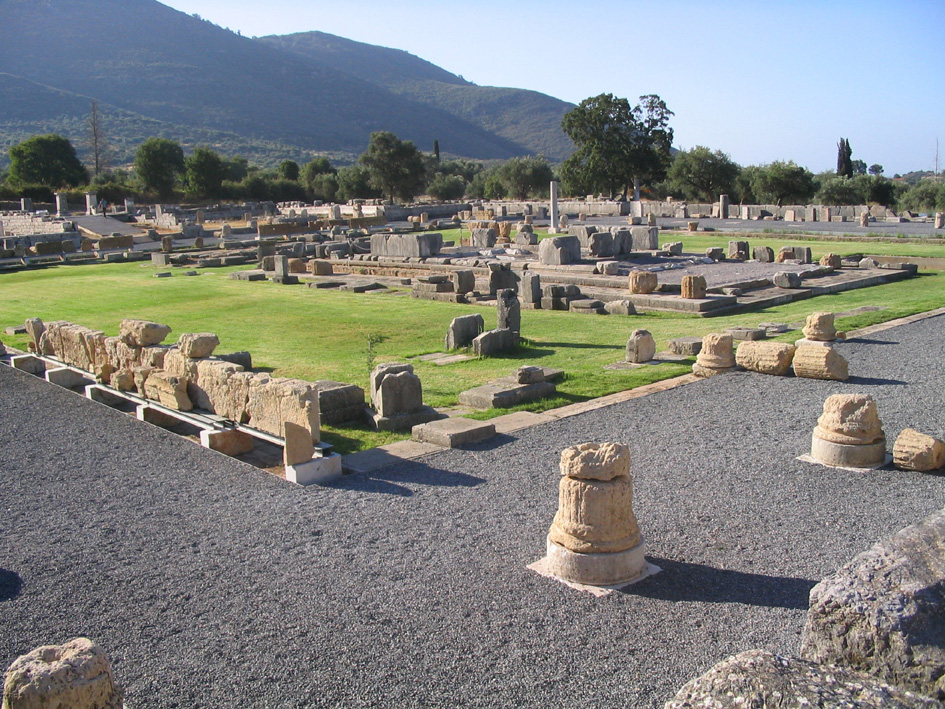
Asclepeion de Mesene.

Hacia el 300 a. C., el culto de Asclepio se hizo muy popular. Los peregrinos acudían en gran número a los asclepeia para ser curados. Dormían una noche y, al día siguiente, contaban sus sueños a un sacerdote. Este prescribía una cura, a menudo una visita a los baños o a un gimnasio. Las serpientes estaban consagradas a Asclepio, por lo que a menudo fueron usadas en los rituales de curación. Las serpientes no venenosas eran dejadas reptar en el suelo de los dormitorios donde los enfermos y heridos dormían.
Pausanias comentaba que, en el asclepeion de Titane en Sición (fundado por Alexanor, nieto de Asclepio), las estatuas de Higía eran cubiertas de cabellos de mujer y trozos de ropas babilonias. Según las inscripciones, los mismos sacrificios eran ofrecidos en Paros.

## Asclepeion de Epidauro

Vara de Esculapio

El Asclepeion de Epidauro, tradicionalmente considerado el lugar de nacimiento de Asclepio, es el mayor y mejor conservado. Estaba a unos 8 km al oeste de la ciudad de Epidauro, en la Argólida (Peloponeso).
El conjunto del templo estaba en una llanura rodeada de montañas; este valle es aún llamado Hierón («sagrado»), y la ciudad que allí existe se llama Koroni, derivado de Coronis (o Corónide), la madre de Asclepio. Las montañas se llaman actualmente Bolonidia, pero antiguamente se llamaban Títión (Titthium), porque el hijo de Coronis fue amamantado por una cabra. 
Era un recinto sagrado (alsos de Asclepio) que tenía diversos edificios públicos. Al sudoeste, en el camino de Trecén, estaba el templo de Apolo, en la montaña llamada Cinortion (Cynortium); en un monte llamado Corifeo (Coripheum) se situaba el templo de Artemisa Corifea, probablemente al sudoeste del valle. 
El templo de Asclepio contenía la estatua criselefantina del dios en un trono y con un perro a los pies, obra de Trasímenes de Paros, y medía la mitad que la del templo de Zeus en Olimpia. En un lado del templo estaban los dormitorios para los que iban a consultar al dios.
El Tholos, edificio circular de mármol blanco de doble columnata, en cuyo interior se hallaba la fuente sagrada atribuida a Policleto el Joven y con pinturas de Pausias, estaba próximo al templo.
Los otros edificios eran los templos de Afrodita y Temis, el estadio, la fuente; algunos erigidos en época romana, entre ellos los baños de Asclepio, un templo de los dioses Epidotas, un templo de Higía, y un edificio detrás del santuario para recibir a los moribundos y mujeres embarazadas, porque en el templo no se podía morir ni nacer. En el recinto se celebraba cada cuatro años un festival en honor de Asclepio con música y concursos deportivos, que tenían lugar 9 días después de los Juegos Ístmicos.
Cuando Emilio Paulo visitó el santuario después de la conquista de Macedonia, en el 167 a. C., aún era muy rico y estaba lleno de ofrendas; pero después fue objeto de muchos robos, especialmente en tiempos de Sila.

## Asclepeion de Cos

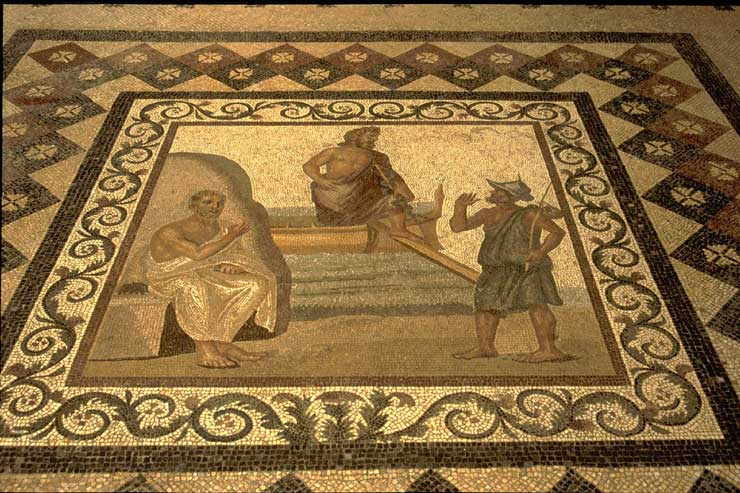
Mosaico del Asclepeion de Cos, con Asclepio en el centro, Hipócrates a la izquierda y un habitante de Cos a la derecha.

En su forma definitiva, el santuario constaba de tres terrazas sostenidas por muros de sillares y unidas entre sí por escalinatas de mármol.
En la terraza inferior se encontraba el grandioso conjunto del hospital, constituido por pórticos en tres de sus lados que conducían a unas habitaciones rectangulares utilizadas seguramente para hospedar a los peregrinos que visitaban el santuario para sometrese a curas terapéuticas.
En la terraza media se hallaba el altar, reestructurado en el siglo II a. C., con una escalera en el centro y una columna de mármol de orden jónico, al que flanqueaban un templete (el más antiguo consagrado a Asclepio) y otro de época romana, probablemente dedicado a Apolo.
En la terraza superior, rodeada en tres de sus lados por un pórtico dórico, se hallaba el templo de la divinidad, formado con 6 columnas en la fachada y 11 en los lados largos, de orden dórico, erigido en época helenística. Esta terraza disfrutaba de una vista del bosque circundante al templo.
Aquí tenía también su sede, como indican las inscripciones, la escuela de medicina, que fundó Hipócrates. Sin embargo, por la cronología del santuario, se levantó en fecha posterior a la muerte de este médico griego. Con todo «la historia nos cuenta que Hipócrates fundó su escuela de medicina en el mismo Cos, donde enseñaba y escribió gran parte de su Corpus Hipocraticum a la sombra de un gran árbol que hoy se llama Platanus orientaliis Hipocratis, que sigue siendo enseñado en una plaza de Cos.»

## Asclepeion de Atenas

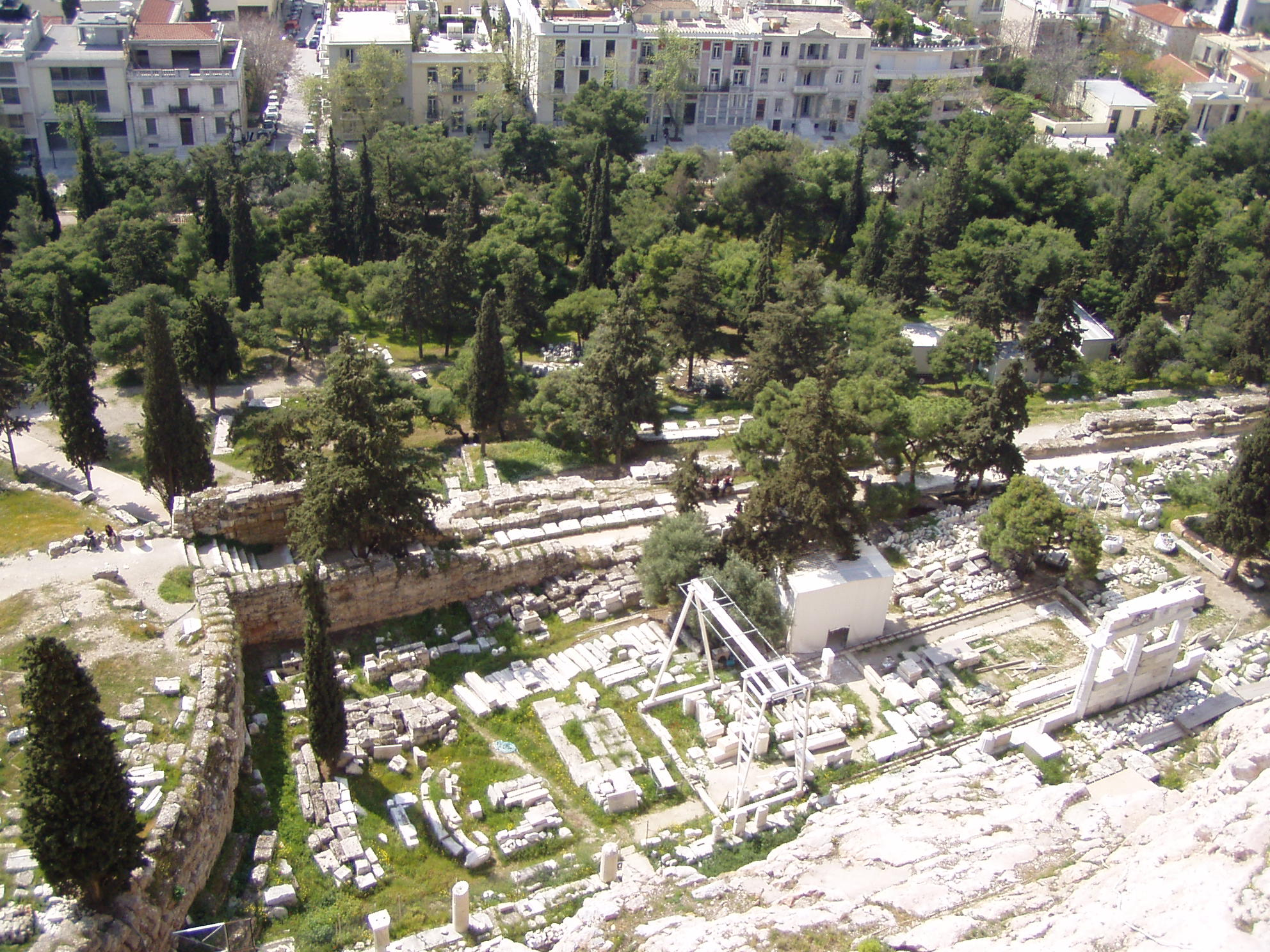
Ruinas del Asclepeion de Atenas vistas desde lo alto de la Acrópolis.

El Asclepeion de Atenas se situaba en la ladera sur de la Acrópolis, en una terraza natural al norte de la Estoa de Eumenes. Fue erigido en 420/419 a. C., a propuesta de un ciudadano ateniense llamado Telémaco.

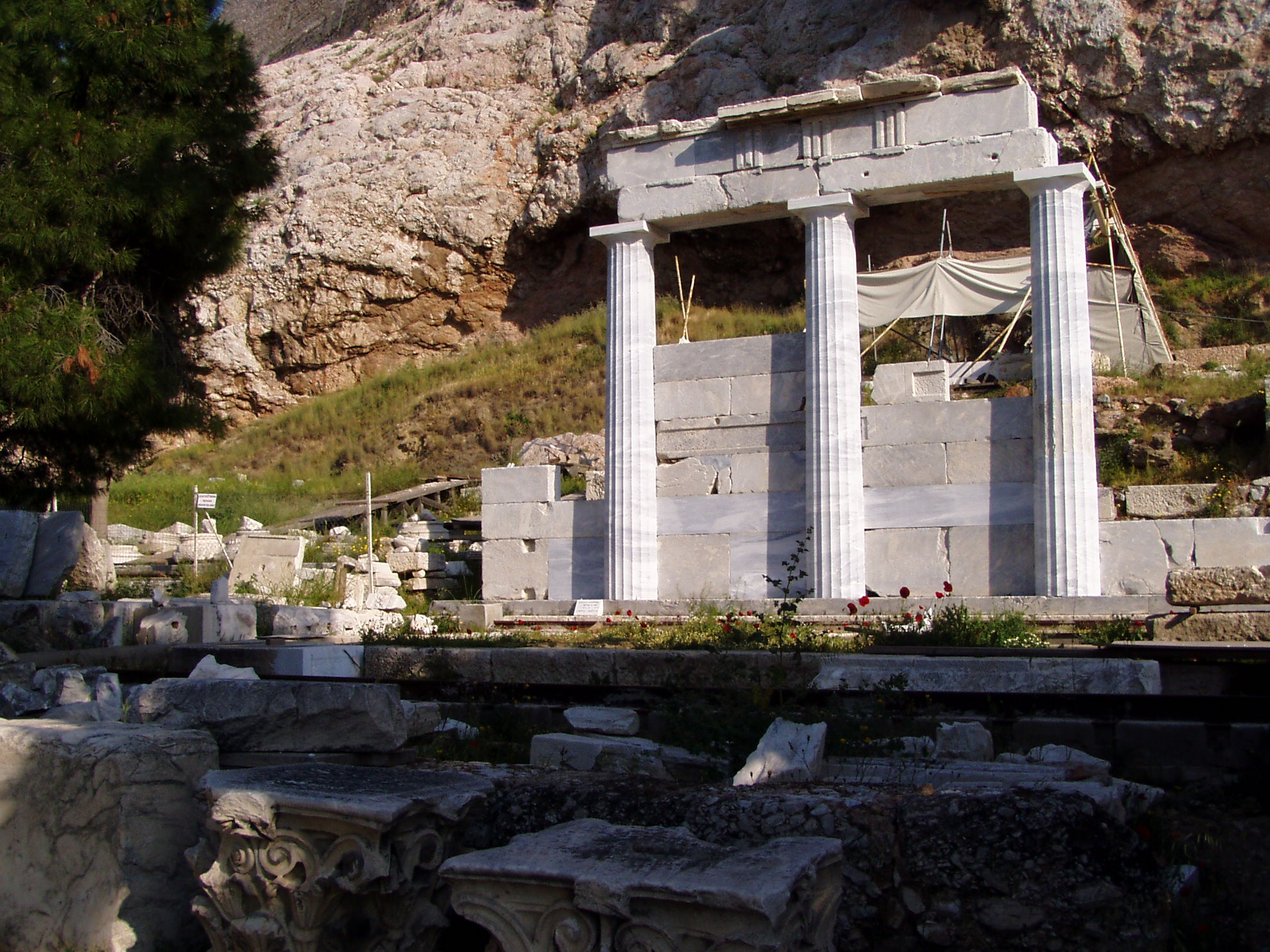
Restos del santuario de Asclepio de Atenas en 2008.

En la parte occidental del santuario se construyó, en el siglo V a. C., una estoa con cuatro estancias. En la parte oriental se situaron el templo de Asclepio y su hija Higea, el altar y una estoa con dos pisos de orden dórico. Probablemente, esta estoa se usó como abaton o lugar de incubación (enkoimeterion), en donde se alojaban los pacientes. La estoa contiene una fuente natural, llamada Fuente Sagrada. En el lado oeste de la estoa hay una estancia cuadrada, con una estructura circular en su centro, llamada Pozo Sagrado.
Al sur del templo de Asclepio se añadieron, en época romana, una estoa y un propileo. A finales del siglo V o principios del siglo VI, el recinto completo del santuario estaba ya ocupado por una basílica paleocristiana de tres naves.

## Otros santuarios de Asclepio

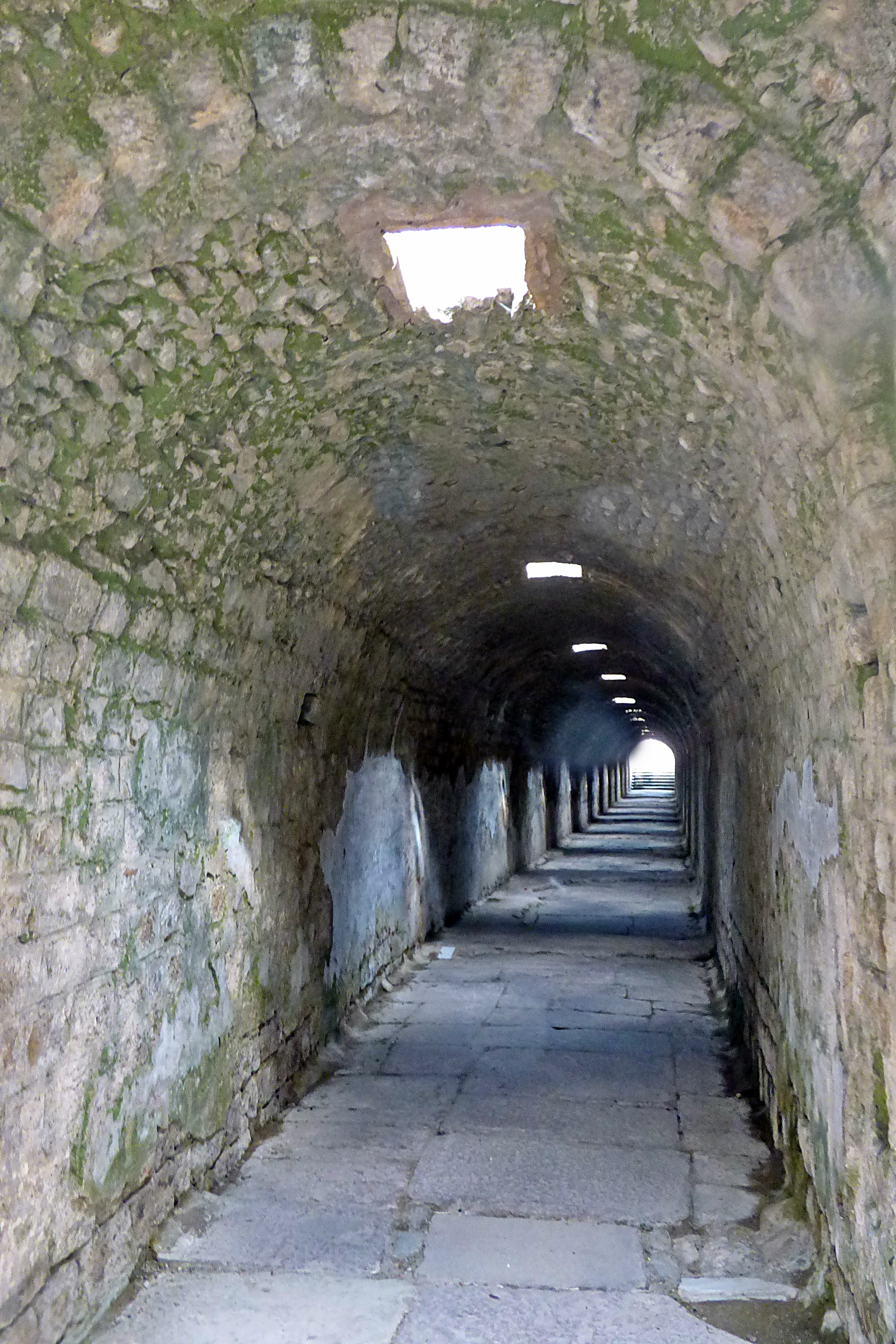
Túnel del Asclepeion de Pérgamo

El asclepeion más antiguo estaba en Trica (la actual Tríkala),

en Tesalia. Dependiente de este era el santuario de Asclepio Triceo de la ciudad mesenia de Gerena.
Galeno, antes de ser el médico personal del emperador romano Marco Aurelio, estudió en el famoso asclepeion de Pérgamo.
Hubo otro santuario de Asclepio al este de la antigua ciudad laconia de Asopo, lugar de culto de los eleuterolácones. Se ha localizado cerca de Foiniki. En Cilicia era célebre un santuario localizado en Aigai, arrasado en el siglo IV por orden del emperador cristiano Constantino I.